# François Chéreau
Pour les articles homonymes, voir Chéreau.
François Chéreau, connu sous le nom de François Ier Chéreau, né le 20 mars 1680 à Blois et mort le 16 avril 1729  à Paris, est un graveur de portraits et de reproductions d'œuvres d'art célèbres sous le règne de Louis XIV.

## Biographie

### Jeunesse et formation
Il était le fils d'un charpentier, Simon Chéreau, et de sa femme Anne Hardouin, dont le second fils, Jacques Chéreau devint aussi graveur. François Chéreau monta à Paris et étudia avec Gérard Audran et Pierre Drevet. De 1712 à 1713 il tint un magasin dans la Rue du Foin, sur la paroisse Saint-Séverin. En 1714, François Ier Chéreau épousa Marguerite Caillou, d'une famille de marchands d'Houdan et de Paris, avec laquelle il eut 10 enfants. Leur premier enfant, François II Chéreau, naquit en 1717.

### Graveur du roi
En 1718, François reçut le titre de graveur du cabinet du roi et fut admis à l'École des beaux-arts après avoir présenté un portrait du jeune Louis de Boullogne.
En 1718, après la mort de la veuve d'Audran, Hélène Licherie, François Ier Chéreau acheta Les Deux Piliers d'Or, le magasin, les plaques, la presse et le fonds d'Audran, dans la Rue des Malthurins Saint Jacques, ou « Rue Saint-Mathurin Jacques ». Il commença à vendre une partie du catalogue d'estampes d'Audran sous son nom. Le catalogue d'estampes d'Audran a été publié quatre fois après la première impression par Audran en 1703 : en 1718 par sa veuve Hélène Licherie, en 1742 et en 1757 par la veuve de François Ier Chéreau, en 1770 par son petit-fils — également petit-fils de Jacques Chéreau, frère de François I —, Jacques-François Chéreau (né le 14 octobre 1742 - mort le 16 mai 1794), fils de Francois II Chéreau et de Geneviève Marguerite Chéreau, et petit-fils de François I et de son frère Jacques.
Son dernier enfant, Marie-Edmée Chéreau, naquit après sa mort, qui survint le 16 avril 1729. Marguerite, connue alors sous le nom de la veuve Chéreau, continua à tenir l'atelier d'impression de son mari avec son fils François II Chéreau (1717-1755) jusqu'à ce qu'elle mourut le 17 avril 1755. Selon une autre hypothèse, un autre graveur et vendeur d'estampes habitait à la même adresse, Louise Pierrette Charpentier, qui après la mort de son mari, Jacques Simon I Chéreau (né le 16 octobre 1732 - mort avant 1760) devint une autre "Veuve Chéreau."

### Succession
L'inventaire des biens qui fut dressé après la mort de Marguerite Caillou, veuve Chéreau, porte la cote MC/ET/C/621 daté 23 avril 1755 au Minutier central des notaires de Paris des Archives nationales. Le 31 mars 1768 la vente des biens inventoriés de Francois II Chéreau (mort le 22 février 1755) fut effective, sous la diligence de Jacques-François Chéreau (1742-1794). En 1787 quand Jacques-François Chéreau se retira du commerce, son fonds, qui comptait des dizaines de milliers de planches, estampes et plaques, fut vendu à François Étienne Joubert (1787 - 1836), avec le pas-de-porte, la marque des "Deux piliers d'or" et le livre de comptes. L'adresse de Joubert indiquée à la vente est rue des Mathurins St. Jacques, aux Deux Piliers d'Or, Paris et son nom apparaît tantôt avec la mention "chez Chéreau" tantôt seul sur les planches publiées après cette date. En 1821, Joubert publia un Manuel de l'amateur d'estampes avec le matériel du fonds Chéreau,.

## Œuvres
D'après Michael Bryan, « Il se distinguait par la beauté de sa touche et la correction de son dessin, particulièrement dans les portraits, dont certains sont admirables. Son portrait du Duc d'Antin, d'après Rigaud, qu'il grava deux fois, n'a guère été surpassé. Il mourut à Paris en 1729. La quantité des planches qu'il réalisa est considérable; les plus estimées sont les suivantes : »

### Portraits

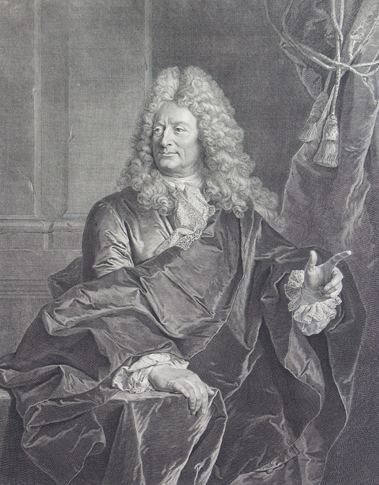
Portrait de Nicolas Delaunay, orfèvre, d'après un tableau de Hyacinthe Rigaud.

- Louis de Boullogne; par lui-même; gravé par Chéreau pour sa réception à l'Academy en 1718.
- Nicolas de Largillierre, peintre; par lui-même.
- Cardinal André Hercule de Fleury; d'après Rigaud;
- Cardinal Melchior de Polignac; d'après le même;
- Louis Antoine de Pardaillan de Gondrin, duc d'Antin; d'après le même.
- Nicolas Delaunay; d'après le même.
- Conrad Detlev von Dehn; d'après le même;
- Louis Pécour, maître de ballet; d'après Tournieres.
- Élisabeth Sophie Chéron, peintre, d'après lui-même.
- Louisa Mary, princesse d'Angleterre ; d'après A. S. Belle.
- La princesse Sobieska; d'après Trinisani.
- Étienne-François Geoffroy, apothicaire; d'après Largillierre.
- Jean-Baptiste-Louis Picon, intendant en Roussillon, d'après Rigaud.

### D'après différents maîtres
- Saint Jean au désert de Raphaël, au Musée d'Orléans.
- La Crucifixion de Guido.
- Sainte Catherine de Sienne de J. André.
- Sainte Cécile de Mignard.
- Sainte Thérèse en contemplation.
- Saint Ignace de Loyola, fondateur de la Société de Jésus.